# The Thrash of Naked Limbs
The Thrash of Naked Limbs er den tredje ep af det britiske death/doom metal-band My Dying Bride, som blev udgivet februar 1993 gennem Peaceville Records både som cd og vinyl.
På dette tidspunktet havde bandet seks medlemmer, da de havde tilføjet studieviolinisten og keyboardspilleren Martin Powell som et officielt medlem.
Ep'en blev også udgivet sammen med et utroligt begrænset bokssæt ved navn The Stories, sammen med bandets andre ep'er Symphonaire Infernus et Spera Empyrium og I Am the Bloody Earth. Alle tre udgivelser var dog senere inkluderet på opsamlingsalbummet Trinity fra 1995.
Musikvideoen til sangen "The Thrash of Naked Limbs" kan ses på DVD'en For Darkest Eyes, der indeholder mange optagelser i slowmotion, af en pige der vrider sig i søvne, afbrudt med knap nok synlige optagelser af bandet, som gå med fakler. Filmen er en klippet version og er derfor betydelig kortere end sangen på ep'en. En liveversion til titelsporet er også mulig at finde på For Darkest Eyes.
Ep-omslaget blev designet af Dave McKean

## Sang information
Titelsporet er en direkte death/doom metal-sang, der skifter fra en musikalsk langsom åbning til en hurtigt midtersektion, og tilbage til de langsomme rytmer ved slutningen. Strukturelt er den meget magen til "Sear Me" fra bandets debutalbum As the Flower Withers. Sangen "Gather Me Up Forever" ligner meget stilen fra bandets tidligste materiale og spor 3 "Le Cerf Malade," (der er fransk og betyder "Den døende kronhjort") er et atmosfærisk instrumental spor, der udover at udelukke vokal også udelukker guitarerne. Sangen indeholder en smule perkussion, men keyboard optræder alligevel som det mest dominerende instrument på nummeret. "Le Cerf Malade" er også med som bonusspor på genudgivelsen af Turn Loose the Swans i 2003.

## Sporliste
1. "The Thrash of Naked Limbs" – 6:13
2. "Le Cerf Malade" – 6:31
3. "Gather Me Up Forever" – 5:17